# 141 (numero)
Centoquarantuno (141) è il numero naturale dopo il 140 e prima del 142.

## Proprietà matematiche
- È un numero dispari.
- È un numero composto con i seguenti divisori: 1, 3, 47, 141. Poiché la somma dei suoi divisori (escluso il numero stesso) è 51 < 141, è un numero difettivo.
- È un numero semiprimo.
- È un numero 11-gonale.
- È un numero palindromo nel sistema di numerazione posizionale a base 6 (353) e nel sistema numerico decimale.
- È un numero malvagio.
- È parte delle terne pitagoriche (141, 188, 235), (141, 1100, 1109), (141, 3312, 3315), (141, 9940, 9941).
- È un numero fortunato.
- È un numero congruente.

## Astronomia
- 141P/Machholz è una cometa periodica del sistema solare.
- 141 Lumen è un asteroide della fascia principale del sistema solare.
- NGC 141 è una galassia spirale della costellazione dei Pesci.

## Astronautica
- Cosmos 141 è un satellite artificiale russo.